# جامعة آيوا كلية طب روي ج. ولوسيل أ. كارفر
جامعة آيوا كلية طب روي ج. ولوسيل أ. كارفر (بالإنجليزية: University of Iowa Roy J. and Lucille A. Carver College of Medicine)‏ وتعرف أيضًا باسم كلية كارفر للطب، هي إحدى الكليات لتدريس الطب في الولايات المتحدة الأمريكية. تقع في مدينة آيوا سيتي في ولاية آيوا الأمريكية. نوع الشهادة الطبية التي يتم تحصيلها هناك هي دكتور في الطب.